# Flagermusen (film fra 1923)
Flagermusen (originaltitel Die Fledermaus) er en tysk stumfilm fra 1923 af Max Mack.

## Medvirkende
- Eva May som Rosalinde
- Lya De Putti som Adele
- Harry Liedtke som Gabriel von Eisenstein
- Paul Heidemann som Falke
- Ilka Grüning
- Albert Patry